# Flowers (пісня Майлі Сайрус)
«Flowers» (укр. «Квіти») — пісня американської співачки Майлі Сайрус, яка 12 січня 2023 року була випущена як головний сингл її восьмого студійного альбому Endless Summer Vacation. Це композиція в жанрі поп з впливами диско, року та фанку. Її текст розповідає про завершені романтичні стосунки та прийняття власної незалежності без потреби бути повноцінною, покладаючись на когось іншого.
«Flowers» отримала позитивні відгуки музичних критиків і мала величезний комерційний успіх, побивши багато рекордів. Сингл дебютував під номером один у Сполучених Штатах і вісім тижнів поспіль провів на вершині Billboard Hot 100. Крім того, він очолив чарт Billboard Global 200, де залишався на першому місці протягом тринадцяти тижнів поспіль. Пісня також мала комерційний успіх закордоном, очоливши чарти в 37 країнах світу. «Flowers» побила низку рекордів на стримінгових платформах, в тому числі рекорд Spotify за кількістю прослуховувань за один тиждень, а також стала піснею, яка найшвидше в історії платформи подолала позначку в мільярд прослуховувань, зробивши це за 112 днів.
В рамках 66-ї щорічної премії «Греммі» «Flowers» перемогла в категоріях «Запис року» та «Найкраще сольне попвиконання», а також отримала номінацію «Пісня року».
В кліпі на пісню Сайрус танцює в різних місцях, зокрема біля басейну, на задньому дворі та на даху свого будинку. Зйомки проходили в місті Лос-Анджелес. На MTV Video Music Awards 2023 кліп було номіновано в трьох категоріях: «Відео року», «Найкраще поп-відео» та «Найкраща операторська робота».

## Створення та випуск
«Flowers» була написана Майлі Сайрус, Грегорі «Алдей» Гайном і Майклом Поллаком у січні 2022 року в студії Sunset Sound Recorders, що в Голлівуді. Демоверсія пісні була простою баладою, яка складалася лише зі співу Сайрус та гри Поллака на родес-піано. В процесі це перетворилося на композицію зі швидким темпом. Остаточна версія пісня була спродюсована Тайлером Джонсоном і Kid Harpoon.
31 грудня 2022 року, коли Сайрус вела новорічну програму на NBC, вона оголосила, що «Flowers» вийде одночасно на всіх ринках 13 січня 2023 року. Зрештою, пісня була випущена 13 січня опівночі за UTC, коли в деяких частинах світу все ще було 12 січня.. Демоверсія пісні вийшла в цифровому вигляді 3 березня 2023 року. Також вона була включена в цифрову версію альбому Endless Summer Vacation.

## Текст пісні
Приспів «Flowers» є парафразом пісні Бруно Марса «When I Was Your Man» 2012 року. Проте редактори Billboard зазначають, що дві композиції мають лише схожі ліричні елементи та ідеї, тобто авторів «When I Was Your Man» не потрібно вказувати як співавторів «Flowers».
Після випуску «Flowers» кілька публікацій припускали, що пісня присвячена Ліаму Гемсворту, колишньому чоловіку Сайрус. Це пов'язано з тим, що «Flowers» вийшла у його день народження, а текст пісні натякає на їхній будинок в Малібу, який згорів під час каліфорнійських пожеж у листопаді 2018 року.

## Учасники запису
Згідно Tidal, Pitchfork і вкладишів альбому Endless Summer Vacation.
Пісня записана в Ridgemont High, Лос-Анджелес. Зведена в Windmill Lane Studios, Дублін. Мастеринг відбувався в Sterling Sound, Еджвотер, Нью-Джерсі.
- Майлі Сайрус — автор пісні, вокал, виконавчий продюсер, вокальна перкусія
- Kid Harpoon — продюсування, бас-гітара, ударні, перкусія, гітара, синтезатор
- Грегорі «Алдай» Гайн — автор пісні
- Тайлер Джонсон — продюсування, гітара, клавішні, синтезатор
- Джо Лапорта — інженер з мастерингу
- Роб Муз — струнне аранжування, скрипка, альт
- Майкл Поллак — автор пісні, родес-піано
- Браян Раджаратнам — інженер
- Даг Шоволтер — клавішні
- Спайк Стент — інженер зі зведення
- Метт Волах — асистент інженера

## Чарти
| Чарт (2023—2024)                          | Найвища позиція |
| ----------------------------------------- | --------------- |
| Аргентина (Argentina Hot 100)             | 3               |
| Австралія (ARIA)                          | 1               |
| Австрія (Ö3 Austria Top 75)               | 1               |
| Belarus Airplay (TopHit)                  | 1               |
| Бельгія (Ultratop Flanders)               | 1               |
| Бельгія (Ultratop Wallonia)               | 1               |
| Bolivia (Billboard)                       | 2               |
| Brazil (Billboard)                        | 4               |
| Brazil Airplay (Crowley Charts)           | 39              |
| Bulgaria (PROPHON)                        | 1               |
| Канада (Canadian Hot 100)                 | 1               |
| Канада (AC) (Billboard)                   | 1               |
| Канада (CHR/Top 40) (Billboard)           | 1               |
| Канада (Hot AC) (Billboard)               | 1               |
| Chile (Billboard)                         | 5               |
| СНД (Tophit)                              | 1               |
| Colombia (Billboard)                      | 4               |
| Costa Rica (FONOTICA)                     | 2               |
| Croatia (HRT)                             | 1               |
| Croatia (Billboard)                       | 1               |
| Чехія (IFPI)                              | 1               |
| Чехія (Singles Digitál Top 100)           | 1               |
| Данія (Tracklisten)                       | 1               |
| Ecuador (Billboard)                       | 3               |
| Ecuador (National-Report)                 | 1               |
| El Salvador (Monitor Latino)              | 2               |
| Estonia Airplay (TopHit)                  | 1               |
| Фінляндія (Suomen virallinen lista)       | 1               |
| Франція (SNEP)                            | 1               |
| Німеччина (Media Control AG)              | 1               |
| Greece International (IFPI)               | 1               |
| Billboard Global 200                      | 1               |
| Guatemala (Monitor Latino)                | 12              |
| Honduras (Monitor Latino)                 | 3               |
| Hong Kong (Billboard)                     | 16              |
| Угорщина (Rádiós Top 40)                  | 1               |
| Угорщина (Single Top 40)                  | 1               |
| Угорщина (Stream Top 40)                  | 1               |
| Iceland (Tónlistinn)                      | 1               |
| India International Singles (IMI)         | 4               |
| Indonesia (Billboard)                     | 8               |
| Ірландія (IRMA)                           | 1               |
| Ізраїль (Media Forest)                    | 1               |
| Italy (FIMI)                              | 3               |
| Japan Hot Overseas (Billboard)            | 1               |
| Kazakhstan Airplay (TopHit)               | 1               |
| Latvia (LAIPA)                            | 1               |
| Lebanon (Lebanese Top 20)                 | 2               |
| Lithuania (AGATA)                         | 1               |
| Luxembourg (Billboard)                    | 1               |
| Malaysia (Billboard)                      | 2               |
| Malaysia (RIM)                            | 2               |
| MENA (IFPI)                               | 1               |
| Mexico (Billboard)                        | 2               |
| Moldova Airplay (TopHit)                  | 2               |
| Нідерланди (Dutch Top 40)                 | 1               |
| Нідерланди (Mega Single Top 100)          | 1               |
| Нова Зеландія (RIANZ)                     | 1               |
| Nicaragua (Monitor Latino)                | 8               |
| Nigeria (TurnTable charts)                | 23              |
| Норвегія (VG-lista)                       | 1               |
| Panama (Monitor Latino)                   | 2               |
| Paraguay (Monitor Latino)                 | 1               |
| Peru (Billboard)                          | 2               |
| Philippines (Billboard)                   | 1               |
| Poland (Polish Airplay Top 100)           | 1               |
| Poland (Polish Streaming Top 100)         | 1               |
| Португалія (AFP)                          | 1               |
| Puerto Rico (Monitor Latino)              | 10              |
| Romania (Billboard)                       | 1               |
| Romania (UPFR)                            | 1               |
| San Marino (SMRRTV Top 50)                | 2               |
| Singapore (RIAS)                          | 1               |
| Словаччина (IFPI)                         | 1               |
| Словаччина (Singles Digitál Top 100)      | 1               |
| South Africa (Billboard)                  | 1               |
| South Korea (Circle)                      | 117             |
| Іспанія (PROMUSICAE)                      | 2               |
| Suriname (Nationale Top 40)               | 2               |
| Швеція (Sverigetopplistan)                | 1               |
| Швейцарія (Media Control AG)              | 1               |
| Taiwan (Billboard)                        | 9               |
| Turkey (Radiomonitor Türkiye)             | 1               |
| UAE (IFPI)                                | 14              |
| Велика Британія (Official Charts Company) | 1               |
| Ukraine Airplay (TopHit)                  | 1               |
| Uruguay (Monitor Latino)                  | 6               |
| США (Billboard Hot 100)                   | 1               |
| США (Adult Contemporary) (Billboard)      | 1               |
| США (Adult Top 40) (Billboard)            | 1               |
| США (Hot Dance Airplay) (Billboard)       | 1               |
| США (Mainstream Top 40) (Billboard)       | 1               |
| США (Rhythmic) (Billboard)                | 14              |
| Venezuela (Record Report)                 | 25              |
| Vietnam (Vietnam Hot 100)                 | 1               |

| Чарт (2023)                          | Найвища позиція |
| ------------------------------------ | --------------- |
| Belarus Airplay (TopHit)             | 2               |
| Brazil Streaming (Pro-Música Brasil) | 13              |
| CIS Airplay (TopHit)                 | 1               |
| Estonia Airplay (TopHit)             | 1               |
| Kazakhstan Airplay (TopHit)          | 1               |
| Lithuania Airplay (TopHit)           | 1               |
| Moldova Airplay (TopHit)             | 1               |
| Paraguay (SGP)                       | 3               |
| Romania Airplay (TopHit)             | 1               |
| South Korea (Circle)                 | 122             |
| Ukraine Airplay (TopHit)             | 1               |

| Чарт (2023)                           | Позиція |
| ------------------------------------- | ------- |
| Argentina Airplay (Monitor Latino)    | 1       |
| Australia (ARIA)                      | 1       |
| Austria (Ö3 Austria Top 40)           | 1       |
| Belarus Airplay (TopHit)              | 1       |
| Belgium (Ultratop 50 Flanders)        | 1       |
| Belgium (Ultratop 50 Wallonia)        | 1       |
| Brazil Airplay (Crowley Charts)       | 50      |
| Brazil Streaming (Pro-Música Brasil)  | 43      |
| Canada (Canadian Hot 100)             | 1       |
| CIS Airplay (TopHit)                  | 1       |
| Colombia Airplay (Monitor Latino)     | 52      |
| Denmark (Tracklisten)                 | 1       |
| El Salvador (ASAP EGC)                | 9       |
| Estonia Airplay (TopHit)              | 1       |
| France (SNEP)                         | 1       |
| Germany (Official German Charts)      | 2       |
| Global 200 (Billboard)                | 1       |
| Global Singles (IFPI)                 | 1       |
| Hungary (Rádiós Top 40)               | 2       |
| Hungary (Single Top 40)               | 36      |
| Iceland (Tónlistinn)                  | 13      |
| Israel (Galgalatz)                    | 1       |
| Italy (FIMI)                          | 17      |
| Kazakhstan Airplay (TopHit)           | 1       |
| Lithuania Airplay (TopHit)            | 1       |
| Mexico Airplay (Monitor Latino)       | 1       |
| Moldova Airplay (TopHit)              | 16      |
| Netherlands (Dutch Top 40)            | 1       |
| Netherlands (Single Top 100)          | 4       |
| New Zealand (Recorded Music NZ)       | 1       |
| Paraguay (Monitor Latino)             | 1       |
| Poland (Polish Airplay Top 100)       | 1       |
| Poland (Polish Streaming Top 100)     | 2       |
| Romania Airplay (TopHit)              | 2       |
| Sweden (Sverigetopplistan)            | 4       |
| Switzerland (Schweizer Hitparade)     | 1       |
| UK Singles (OCC)                      | 1       |
| Ukraine Airplay (TopHit)              | 2       |
| US Billboard Hot 100                  | 2       |
| US Adult Contemporary (Billboard)     | 4       |
| US Adult Top 40 (Billboard)           | 1       |
| US Dance/Mix Show Airplay (Billboard) | 4       |
| US Mainstream Top 40 (Billboard)      | 2       |

## Сертифікації
| Регіон | Сертифікація   | Продажі       |
| --- | -------------- | ------------- |
| Австрія (IFPI Austria)                                                                                                 | 4× Платиновий  | 120 000       |
| Бельгія (BEA) | 3× Платиновий  | 120 000       |
| Бразилія (ABPD) | 3× Діамантовий | 480 000       |
| Канада (Music Canada)                                                                                                  | Діамантовий    | 800 000       |
| Данія (IFPI Denmark)                                                                                                   | 2× Платиновий  | 180 000       |
| Франція (SNEP) | Діамантовий    | 333 333       |
| Німеччина (BVMI) | 3× Золотий     | 900 000       |
| Угорщина (Mahasz) | 11× Платиновий | 44 000        |
| Італія (FIMI) | 4× Платиновий  | 400 000       |
| Мексика (AMPROFON) | 4× Платиновий  | 560 000       |
| Нова Зеландія (RIANZ)                                                                                                  | 5× Платиновий  | 150 000       |
| Польща (ZPAV) | Діамантовий    | 250 000       |
| Португалія (AFP) | 4× Платиновий  | 40 000        |
| Іспанія (PROMUSICAE)                                                                                                   | 6× Платиновий  | 360 000       |
| Швейцарія (IFPI Switzerland)                                                                                           | 5× Платиновий  | 0             |
| Велика Британія (BPI)                                                                                                  | 3× Платиновий  | 1 800 000     |
| Потокове мультимедіа                                                                                                   |                |               |
| Греція (IFPI Greece)                                                                                                   | 3× Платиновий  | 6 000 000     |
| Швеція (IFPI Sweden)                                                                                                   | 3× Платиновий  | 24 000 000    |
| Worldwide | —              | 2,700,000,000 |
| продажі+прослуховування, що базуються лише на сертифікаціях · лише прослуховування, що базуються лише на сертифікаціях |                |               |